# Municipio de Pigeon Grove
El municipio de Pigeon Grove (en inglés, Pigeon Grove Township) es un municipio del condado de Iroquois, Illinois, Estados Unidos. Tiene una población estimada, a mediados de 2022, de 1098 habitantes.

## Geografía
Está ubicado en las coordenadas 40°31′44″N 87°56′15″O / 40.52889, -87.93750. Según la Oficina del Censo, tiene una superficie de 92.89 km², correspondientes en su totalidad a tierra firme.

## Demografía
Según el censo de 2020, en ese momento había 1103 personas residiendo en la zona. La densidad de población era de 11.9 hab./km². El 97.1 % de los habitantes eran blancos, el 0.2 % eran afroamericanos, el 0.2 % eran asiáticos, el 0.1 % era isleño del Pacífico, el 0.5 % eran de otras razas y el 1.9 % eran de una mezcla de razas. Del total de la población, el 2.9 % eran hispanos o latinos de cualquier raza.